# Lung-gom

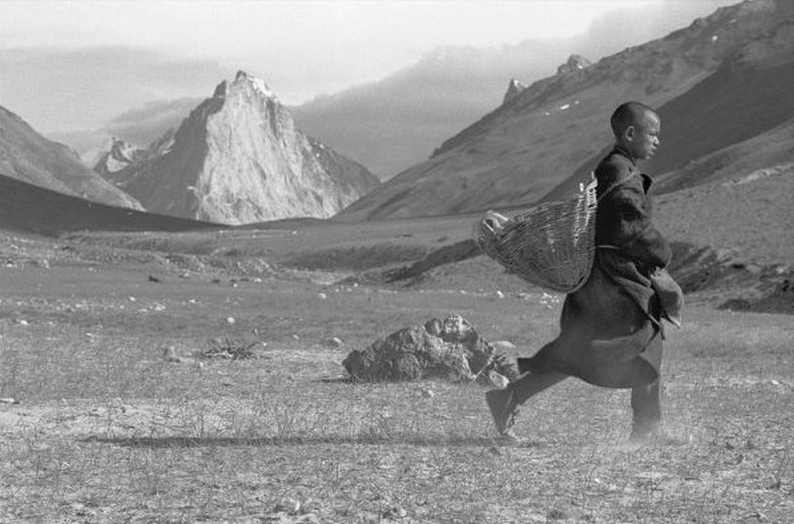
Lung-gom w Tybecie (1949)

Lung-gom (tyb.), szybkie chodzenie – jedna z ośmiu zdolności ponadzmysłowych (siddhi) wyróżnianych w buddyzmie tantrycznym. Również nazwa praktyki stosowanej przez mnichów w Tybecie w celu osiągnięcia tej zdolności. Długotrwałe ćwiczenia doprowadzają praktykantów do niezwykłej zwinności i szybkości poruszania się w stanie najwyższej koncentracji. 
W oczach świadków wydaje się, że waga ciała posiadającego tę zdolność znacznie się zmniejsza, a on sam porusza się w niebywały sposób, pokonując niezwykle szybko znaczne odległości. Przybysze z Zachodu składali relacje o mnichach, którzy pokonywali 19 km w 20 minut w nadzwyczajnym tempie. Aleksandra David Neel, która spędziła wiele lat w Tybecie, gdzie oddawała się medytacji w jaskiniach anachoretów, pisze:
...właśnie już był niedaleko nas. Widziałam wyraźnie najzupełniej spokojną twarz oraz szeroko otwarte oczy, wpatrzone w jakiś odległy punkt, leżący gdzieś wysoko w przestrzeni. Człowiek ten nie biegł, zdawało się, że za każdym krokiem odrywał się od ziemi i niby jakaś elastyczna piłka wylatywał w górę. Kroki jego miały regularność ruchu wahadłowego. Miał na sobie zwykłą, dosyć zniszczoną suknię klasztorną i togę.... W prawej ręce trzymał phurbę czyli sztylet rytualny. Idąc, poruszał lekko prawym ramieniem, jakby za każdym krokiem podpierał się na kiju, tj. na phurbie, której koniec nie dosięgał ziemi...
Podobne wzmianki można znaleźć również w biografii Milarepy, który pokonał w ciągu kilku dni odległość, na której przebycie trzeba by było miesiąca.
Trening lung-gompy polega na stosowaniu ćwiczeń oddechowych w całkowitej samotności i ciemności. Przygotowania te trwają trzy lata i trzy miesiące. Wśród ćwiczeń można wymienić również polegające na tym, iż uczeń siada w pozycji ze skrzyżowanymi nogami na poduszce i powoli przez długi czas wciąga powietrze. Następnie powstrzymując oddech, skacze w górę bez pomocy rąk i opada na poduszkę, nie zmieniając w tym czasie ułożenia nóg. To ćwiczenie powtarza wiele razy w ciągu kilku lat, aż ciało jego staje się bardzo lekkie.